# Lac Saint-Pierre
Der Lac Saint-Pierre (auch Wakefield Lake) ist ein 353 km² großer See im Süden der kanadischen Provinz Québec. 

## Lage
Der See liegt auf einer Höhe von ca. 3 Metern über dem Meeresspiegel im Sankt-Lorenz-Strom, zwischen Sorel-Tracy im Südwesten und Trois-Rivières im Nordosten. Der See ist 35 km lang, bis zu 10 km breit und bildet einen Teil des Sankt-Lorenz-Seewegs. Die mittlere Tiefe beträgt 3 m, die maximale Tiefe 11,3 m. Am Südufer befinden sich die Mündungen der Flüsse Saint-François und Yamaska.
Der See besitzt Dutzende kleiner Inseln, die saisonal überflutet werden. Diese bilden bedeutende Rastplätze für Hunderttausende von Zugvögeln und auch wichtige Nistplätze für Reiher; nirgends sonst in Nordamerika ist die Konzentration an Reihern größer als hier. 1998 wurde der Lac Saint-Pierre als Feuchtgebiet internationaler Bedeutung unter den Schutz der Ramsar-Konvention gestellt. Seit 2000 ist der See als Biosphärenreservat der UNESCO anerkannt. Die Fläche des Reservats beträgt 480 km², davon sind 31 km² in der Kernzone.

## Etymologie
Seinen Namen erhielt der See vom französischen Entdecker Samuel de Champlain. Er passierte ihn am 29. Juni 1603, dem Gedenktag des Apostels Petrus (frz. Saint-Pierre). Der frühere französische Name (ab ca. 1535) lautete Lac d'Angoulême. Die Abenaki nannten den See Nebesek, was „am See“ bedeutet.
Der etwa zwei Kilometer nordnordöstlich des Lac Saint-Pierre gelegene und inzwischen verlassene Steinbruch „Evans-Lou“ mit Selten-Erd-Metallreichen Granit-Pegmatiten gilt als Typlokalität für die Minerale Caysichit-(Y), Moydit-(Y) und Wakefieldit-(Y).